# Death parade
Death Parade (Japanska: デス・パレード Desu Parēdo) är en tv-animeserie från 2015 skriven och regisserad av Yuzuru Tachikawa och producerad av Madhouse. Idén till serien kommer från en tidigare kortfilm av Madhouse, Death Billiards (デス・ビリヤード Desu Biriyādo).

## Handling
När två människor på Jorden dör samtidigt, sänds de till en av många mystiska barer skötta av bartenders som agerar domare. Där måste de med livet som insats tävla mot varandra i ett slumpmässigt valt "Dödsspel", där deras sanna natur ska skina igenom. Domarna avgör sedan om deras själar ska reinkarneras, eller förpassas till den eviga tomheten.
I serien följer vi bartendern Decim, som ensam sköter baren Quindecim. Hans roll i att döma dessa själar ändras när en mystisk svarthårig kvinna kommer till hans bar.